# ジャパン・マーシャルアーツ・ディレクターズ
一般社団法人ジャパン・マーシャルアーツ・ディレクターズ（英：Japan Martialarts Directors / JMD）は、2010年に発足された日本のムエタイとキックボクシング組織である。日本語名は一般社団法人日本格闘技理事会。理事長は藤原敏男。

## 概要
2010年1月23日にディファ有明で開催されたM-1 MC&クロスポイント合同興行「REBELS」終了後に発足が発表された。
日本国内で行われる世界プロムエタイ連盟（WPMF）ルールの大会を監視する役割を担い、審判員もJMDからの派遣となる。JMDは連盟や団体ではなくコミッション組織とされる。WPMFの協力も仰いでおり、タイのWPMF本部より日本ランキングの認可が降りた。
3月21日のM-1ムエタイチャレンジ（以下M-1）がJMD管理下での第1弾興行となり、以降WPMF日本ランキング査定試合を順次行う。これに先駆け、15日にはタイ国レフェリー協会最高責任者ブンソンを講師に招いてレフェリー講習会を実施。28日にはJMD初のプロテストも実施。5月6日には11階級でWPMF日本暫定ランキング、6月1日に12階級で正規ランキングを発表した。現在、スーパーバンタム級の梅野源治を皮切りにWPMF日本初代チャンピオンを順次決定している。
旗揚げ当初は、M-1とREBELSが正式参加となっており、後に同じWPMFルールを運用しているムエロークも参加。その後、地方のプロモーターも次々と参加し、加盟団体を着実に増やしている。これにより日本のWPMFルールの試合はほとんどがJMD統括下に置かれることになる。
ムエタイルールのみならず、別ルールのキックボクシング組織であるRISEも参加していた（設立当時REBELSの山口元気代表がRISEにも携わっていたため）が、組織変更もあり2011年離脱。代わって翌年旗揚げを目指し活動開始したIT'S SHOWTIME JAPAN、キック界の老舗マーシャルアーツ日本キックボクシング連盟が加わる。
2012年6月24日のM-1興行よりプロライセンス制度導入。

## 参加興行
- ジャパン・キックボクシング・イノベーション
- 藤原祭り

## プロテスト
プロテストは年3回程度ウィラサクレックフェアテックス天王台ジムで実施されている（M-1管轄）。
対象は36歳までの義務教育修了者である男女。受験の際には所属ジムの許可を要するが、フリージムの受験も認める。

## WPMF日本ルール
JMDが管轄するWPMF日本公認ルールはWPMFに準ずるものを採用するが、ノンタイトルに限り対戦者間の合意があれば肘なしに変更することも可能である。

## WPMF日本ランキング
WPMF日本ランキングはWPMF日本支局・JMDおよび格闘技メディア関係者によって構成された「WPMF日本ランキング制定委員会」が決定権を持つ。
外国人選手がランクインするためには日本のジムに所属かつ日本在住1年以上であることが最低条件となる。
また、プロモーション（NJKF、J-NETなど）に所属するジムの選手はWPMF関係で公式戦を行う意思と必要個所の許可を要する。

## 階級

### 男子
| 階級名称             | 体重                  |
| -------------------- | --------------------- |
| ヘビー級             | 86.18kg（190lbs）以上 |
| クルーザー級         | 86.18kg（190lbs）     |
| ライトヘビー級       | 79.379kg（175lbs）    |
| スーパーミドル級     | 76.363kg（168lbs）    |
| ミドル級             | 72.575kg（160lbs）    |
| スーパーウェルター級 | 69.853kg（154lbs）    |
| ウェルター級         | 66.638kg（147lbs）    |
| スーパーライト級     | 63.503kg（140lbs）    |
| ライト級             | 61.235kg（135lbs）    |
| スーパーフェザー級   | 58.967kg（130lbs）    |
| フェザー級           | 57.153kg（126lbs）    |
| スーパーバンタム級   | 55.338kg（122lbs）    |
| バンタム級           | 53.524kg（118lbs）    |
| スーパーフライ級     | 52.163kg（115lbs）    |
| フライ級             | 50.802kg（112lbs）    |
| ライトフライ級       | 48.988kg（108lbs）    |

### 女子
| 階級名称       | 体重               |
| -------------- | ------------------ |
| ライトフライ級 | 48.988kg（108lbs） |
| ミニフライ級   | 47.727kg（105lbs） |
| アトム級       | 46.266kg（102lbs） |